# Kurt Felgner
Kurt Felgner (* 26. März 1912 in Osnabrück; † 2. Mai 2002) war ein deutscher Musikpädagoge und Chorleiter. Er baute nach dem Krieg Lehreinrichtungen und Chöre auf, die hohes Ansehen genossen und bis in die 1970er Jahre wegweisend waren.

## Leben
Kurt Felgner wurde am 26. März 1912 in Osnabrück geboren. Mit acht Jahren erhielt er privaten Klavierunterricht, auf dem er ab 1926 seinen Klavier- und Theorieunterricht am städtischen Konservatorium aufbaute. Nachdem er seine Abiturprüfung abgelegt hatte, setzte er seine Ausbildung bei Gustav König in Essen und Otto Volkmann in Duisburg fort, wobei er zusätzlich das Dirigieren erlernte. Die Entscheidung für die musikalische Laufbahn wurde 1923 geprägt, als der Elfjährige an einer Oratoriums-Aufführung in der Marienkirche zu Osnabrück als Chorknabe mitwirkte und von der Atmosphäre tief beeindruckt war.
1935 bis 1938 intensivierte er sein Studium sowohl an der Staatlichen Hochschule für Musik in Köln unter der Fittiche namhafter Professoren (z. B. Eugen Papst und Philipp Jarnach), als auch an der Universität Köln, wo er die Fächer Musikwissenschaft, Theaterwissenschaft und Sprecherziehung hinzunahm. Schließlich erweiterte er das Spektrum noch um den pädagogischen Aspekt, indem er im Schloss Charlottenburg einen Lehrgang der Berliner Hochschule für Musikerziehung belegte. Hier waren Gotthold Frotscher, Hans Chemin-Petit und Heinrich Spitta seine Professoren.
Danach lagen Felgner mehrere Angebote vor. Das reiche kulturelle Leben gab den Ausschlag für das steirische Leoben, wo er am 1. April 1939 eine Stelle als Musikschulleiter innerhalb des Steirischen Musikschulwerkes antrat. Neben dieser Position im Rahmen des von den Nationalsozialisten nach der Machtergreifung in Österreich neu organisierten Musikschulwerks, war Felgner auch Musikreferent in der nationalsozialistischen Organisation Kraft durch Freude sowie Leiter des HJ-Bannorchesters 549 Leoben. Am 6. Mai 1940 wurde er zur Wehrmacht eingezogen und kehrte erst am 15. September 1945 als entlassener Kriegsgefangener zurück. Er wirkte aber nur noch kurz in Leoben, denn er erhielt die Chance, seiner Geburtsstadt Osnabrück beim musikkulturellen Neustart mitzuhelfen. Unter schwierigen Bedingungen bezüglich Räumlichkeiten, Instrumentarium und Verwaltung ließ er das städtische Musikschulwerk mit Singschule, Jugendmusikschule, Konservatorium und Musiklehrerseminar entstehen. Er musste dies zunächst ganz allein bewerkstelligen, auch ohne Büro. Ihm gelang es, die Wiedererrichtung der Poggenburg, eines alten Adelshofes, durchzusetzen, wo das Musikschulwerk endlich Räume beziehen konnte. Parallel zu diesen strapaziösen Pioniertaten unterrichtete er am Ratsgymnasium. Des Weiteren gründete und leitete er das Norddeutsche Kammerorchester, die Spatzenkantorei und den Osnabrücker Kammerchor. 1947, bei den Ansbacher Bachwochen, gab der Chor gleich zwei aufsehenerregende Konzerte, nämlich auf dem großen Hof der Residenz und in der Johanniskirche. Im August 1949 wurde er erneut nach Ansbach eingeladen, diesmal um am 1. Internationalen Musikfest der Studenten teilzunehmen. Der Bayerische Rundfunk erbat Aufnahmen machen zu dürfen. 1950 wurde Felgner zum Staatlichen Fachberater für Musik im Regierungsbezirk Osnabrück ernannt. Kurz darauf unterzeichnete er in Bayreuth das Gründungsprotokoll der deutschen Sektion der Jeunesses Musicales. Im folgenden Jahr reiste er zusammen mit dem Kammerchor zum 7. Weltkongress der Jeunesses Musicales International nach Genf an, wo die Gesangsdarbietung für internationales Lob sorgte. Tourneen durch die Schweiz und durch Spanien schlossen sich 1952 an, mit ausnahmslos positivem Presseecho. Ende März 1954 verließ Felgner Osnabrück in Richtung Hannover. Ihn hatten Rückschläge beim Versuch das Musikschulwerk in den Rang einer Musikakademie zu erheben oder zumindest die Einschränkungen bei der Lehrerausbildung zu verhindern neben all seinem unermüdlichen Engagement entkräftet. Er übergab seine Aufgabenbereiche an Karl Schäfer, doch im Falle des Kammerchores setzte ein unaufhaltsamer Auflösungsprozess ein.
Die eigene neue Hauptaufgabe war eine pädagogische: Musiklehrer am Bismarck- und später auch am Schillergymnasium. Wieder wurde er als Gründer aktiv, indem er den Niedersächsischen Singkreis ins Leben rief, dem nach seinem Weggang 1955 unter dem Nachfolger Willi Träder im Gegensatz zum Osnabrücker Chor eine erfolgreiche Zukunft beschieden war. Den Ausschlag für den Wechsel nach Weilburg/Lahn an das Pädagogische Institut als Dozent für Musik und ihre Didaktik gab erneut eine von Felgner nicht gutgeheißene Entscheidung übergeordneter Dienststellen, und zwar sollten in Hannover die städtischen Lehrkräfte in staatliche Obhut übergehen.
Im Spätsommer war die Betreuung von Praktikanten im Nordosten Hessens angesagt, ehe im Wintersemester 1955/56 die theoretische Ausbildung der Lehramtskandidaten in der Lahn-Stadt begann. „Weilburger Hochschulchor“ nannte sich die Gründung, die Felgner auch dieser Wirkungsstätte angedeihen ließ. Der Chor stach aus allen Veranstaltungen, die Felgner organisierte und dirigierte, den Kammermusik-Abenden, Solistenvorträgen, Orchesterkonzerten, Schulopern und eben jenen Chorkonzerten, hervor. Im vierten Jahr des Bestehens trat er nicht nur regelmäßig in der eigenen Stadt auf, sondern auch bei Chortreffen, Musikdozententagungen und im Rundfunk. Das Repertoire für die Radiostationen umfasste Choräle, Chormusiken und Volkslieder.
Die Verlegung der Musiklehrerausbildung nach Gießen und Frankfurt bedingte eine Entscheidung zwischen diesen beiden Städten, und Felgner, der oft genug in der Provinz gearbeitet hatte, bevorzugte Frankfurt. Für Frankfurt sprachen außerdem die 1956 angenommenen Lehraufträge an der Hochschule für Musik und an Dr. Hoch’s Konservatorium sowie die Leitung des Hochschulchores und ab 1957 zusätzlich des Frankfurter Lehrerchores. Obwohl die Lehrverpflichtungen in Weilburg erst 1963 langsam ausliefen, war Felgner nominell ab 1961 außerordentlicher Professor für Musikerziehung an der Hochschule für Erziehung innerhalb der  Johann Wolfgang Goethe-Universität. Der Aufbau des Instituts dauerte etwa ein Jahr, dann wurde er dessen Direktor. Ein weiteres Jahr dauerte es, bis der Frankfurter Bach-Chor und das Hochschul-Orchester Camerata instrumentale pro musica sich der Öffentlichkeit präsentieren konnten. Beiden Ensembles stand eine rund zehnjährige Blütezeit mit In- und Auslandstourneen nebst Rundfunkeinspielungen und Schallplattenaufnahmen bevor. Zum ordentlichen Professor wurde Felgner 1964 berufen.
Von 1963 bis 1965 nahm er mit seinen Wahlfachstudenten an den Internationalen Schulmusikerziehungswochen in Salzburg teil, wo er ab 1965 dann selbst unter der organisatorischen Leitung von Leo Rinderer eine langjährige Dozententätigkeit ausübte. Rinderer war wiederum unter den vielen international bekannten Musikpädagogen, die Felgner zwischen 1963 und 1968 für die von ihm initiierten Rüdesheimer Tage für Musikerzieher engagierte. Felgner und Rinderer kannten sich aus der gemeinsamen Zeit während der NS-Diktatur an der Hochschule für Musikerziehung in Graz-Eggenberg.
Mit der Eingliederung in die Fachbereiche der Goethe-Universität, gegen die Felgner, der die Verwissenschaftlichung kritisch sah, sich vergeblich zur Wehr setzte, endete 1973 das Institutsdirektorat.
Die Jahre 1961 bis 1973 betrachtete er als seine erfülltesten. In diese Zeit fielen außerdem die Vorbereitung (ab 1969) und die offizielle Arbeitsaufnahme (1971) der Zentralstelle für Musikpädagogische Dokumentation, die zunächst eine Dokumentationseinrichtung des von Felgner geführten Instituts für Musikerziehung war. 1975 ausgegliedert, wurde dem seit 1973 nicht mehr als Institutsdirektor Wirkenden dessen Leitung übertragen. In dieser Funktion erreichte Felgner 1980 das Emeritierungsalter. Er arbeitete trotz Emeritierung dort viele Jahre weiter, wie er auch bis 1982 noch universitäre Lehr- und Prüfungsaufgaben übernahm. Letztere ersetzte er durch das Ehrenamt einer frühkindlichen Hinführung zur Musik in Bad Homburg vor der Höhe.
Mit seiner Frau Maria Brüsselbach hatte er drei eigene Kinder, einen Sohn und zwei Töchter. Kurt Felgner verstarb im Frühjahr 2002.

## Auszeichnungen
- 1964 Ehrenmitgliedschaft Jeunesses Musicales Sektion Deutschland[30]